# Église Sainte-Trinité de Sarcelles
L'église Sainte-Trinité  est une église catholique paroissiale située à Sarcelles, en France. Elle appartient à la paroisse Jean-XXIII.

## Description
Elle est ornée sur la façade principale d'un vitrail de la Sainte Trinité par le verrier Henri Guérin.
Elle accueille notamment la communauté catholique tamoule. La Mission Chaldéenne en France, aussi, y célèbre un office hebdomadaire.

## Localisation
L'église Sainte-Trinité se situe en France, dans le département du Val-d'Oise, sur la commune de Sarcelles, à l'angle du boulevard Maurice-Ravel et de l'avenue Auguste-Perret.

Le vitrail de la Sainte Trinité.